# Antonio Placido
Antonio Placido (Potenza, 29 marzo 1962) è un politico italiano.

## Biografia
Laureato in Scienze politiche; ha iniziato la sua attività politica nel Partito di Unità Proletaria per il Comunismo, per poi confluire con esso nel 1984 nel Partito Comunista Italiano, quindi dal 1991 aderì al Partito della Rifondazione Comunista.
Dal 28 maggio 2006 è il Sindaco di Rionero in Vulture.
Dal 2009 aderisce a Sinistra Ecologia Libertà di Nichi Vendola. Alle elezioni politiche del 2013 viene eletto alla Camera dei Deputati, nella circoscrizione Basilicata, nelle liste di Sinistra Ecologia Libertà. Nel 2017, allo scioglimento di SEL, aderisce a Sinistra Italiana, che rappresenta in Parlamento fino al marzo 2018.
Dal 2022 è membro attivo nel Comitato per la Pace di Potenza.